# Флойд Къмингс
Флойд „Джъмбо“ Къмингс (на английски език – Floyd "Jumbo" Cummings, роден на 20 декември 1949, Мисисипи, САЩ) е бивш тъмнокож американски професионален боксьор, състезавал се в тежка категория.
Къмингс „лежи“ в затвора Стейтвил, Илинойс, в продължение на 12 години за убийство, като активно тренира бокс. След излизането от поправителното, започва да се състезава като професионален боксьор, като прави своя дебют на ринга през март 1979 година, когато е на 29-годишна възраст.
Получава възможност да се бие през 80-те години на ХХ век, срещу Тим Уитърспун, Реналдо Снайпс и Мич Грийн, губейки и трите си мача, със съдийски решения. В своя последен мач, Къмингс е победен от Франк Бруно.
Най-известния му мач е срещу двукратния Световен шампион – легендарния Джо Фрейзър, като мача между двамата е последен в кариерата на Фрейзър (мача завършва наравно).
Завършва кариерата си с 15 победи, 6 загуби и 1 равенство.
През 2002 година Къмингс отново попада под ударите на закона, този път за въоръжен грабеж , като е осъден на доживотен затвор.